# Oostenrijkse presidentsverkiezingen 1951
De eerste verkiezingen voor een bondspresident tijdens de Tweede Oostenrijkse Republiek vonden op 6 mei en 27 mei 1951 plaats. Het waren de eerste rechtstreekse verkiezingen voor een staatshoofd die in Oostenrijk plaatsvonden.

## Eerste ronde
De eerste ronde van de presidentsverkiezingen vonden op 6 mei 1951 plaats. Hieraan namen zes kandidaten deel. Geen van de kandidaten verkreeg een meerderheid waarna een tweede ronde noodzakelijk bleek. De twee kandidaten met de meeste stemmen, de christendemocraat Heinrich Gleißner en de sociaaldemocraat Theodor Körner, plaatsen zich voor de tweede ronde.

### Uitslag eerste ronde
| Kandidaat                                                        | Kandidaat                   | Partij                                  | Stemmen   | Percentage |
| ---------------------------------------------------------------- | --------------------------- | --------------------------------------- | --------- | ---------- |
|                                                                  | Heinrich Gleißner           | Österreichische Volkspartei (ÖVP)       | 1.725.451 | 40,1%      |
|                                                                  | Theodor Körner              | Sozialistische Partei Österreichs (SPÖ) | 1.682.881 | 39,2%      |
|                                                                  | Burghard Breitner           | Partijloosa                             | 622.501   | 15,4%      |
|                                                                  | Gottlieb Fiala              | Kommunistische Partei Österreichs (KPÖ) | 219.969   | 5,1%       |
|                                                                  | Johannes Ude                | Partijloos                              | 5.413     | 0,1%       |
|                                                                  | Ludovica Hainisch-Marchet   | Partijloos                              | 2.132     | 0,05%      |
| Ongeldige en blanco stemmen                                      | Ongeldige en blanco stemmen |                                         | 72.227    | —          |
| Totaal (Opkomst 96,8%)                                           | Totaal (Opkomst 96,8%)      |                                         | 4.298.347 | 100%       |
| a Kandidatuur gesteund door de Wahlpartei der Unabhängigen (WdU) |                             |                                         |           |            |

## Tweede ronde
De tweede ronde van de presidentsverkiezingen vonden op 27 mei 1951 plaats en werd gewonnen door de sociaaldemocraat Theodor Körner.

### Uitslag van de tweede ronde

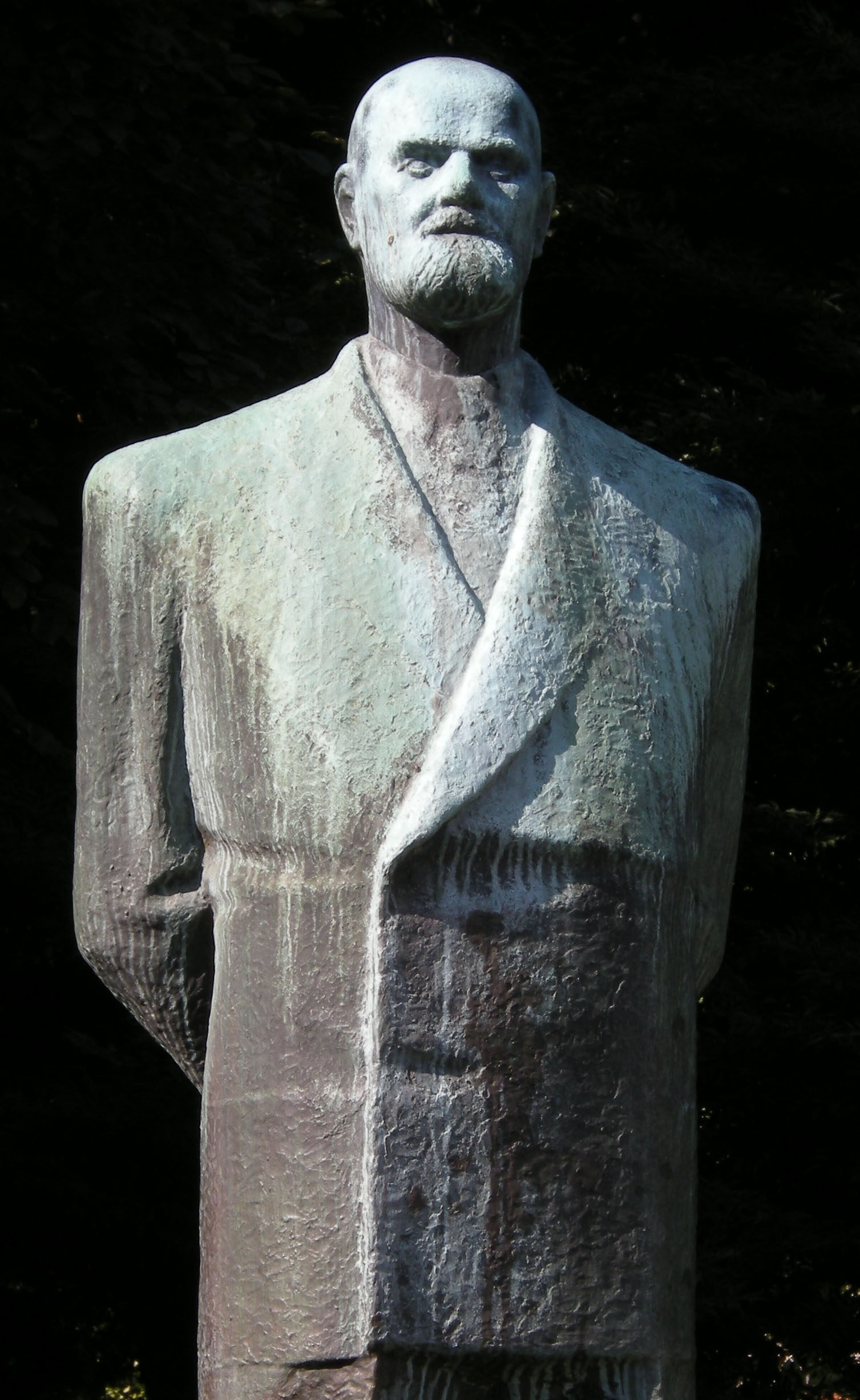
Theodor Körner

| Kandidaat              | Kandidaat              | Partij                                  | Stemmen   | Percentage |
| ---------------------- | ---------------------- | --------------------------------------- | --------- | ---------- |
|                        | Theodor Körner         | Sozialistische Partei Österreichs (SPÖ) | 2.178.631 | 52,1%      |
|                        | Heinrich Gleißner      | Österreichische Volkspartei (ÖVP)       | 2.006.322 | 47,9%      |
| Totaal (Opkomst 96,9%) | Totaal (Opkomst 96,9%) |                                         | 4.184.953 | 100%       |

- Theodor Körner